# Лелино
Ле́лино (эст. Läälina) — деревня в Большеврудском сельском поселении Волосовского района Ленинградской области.

## История
Согласно карте из «Исторического атласа Санкт-Петербургской Губернии» 1863 года на месте современной деревни находилась мыза Лелина.

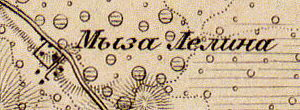
Мыза Лелино на карте 1863 года

Согласно материалам по статистике народного хозяйства Ямбургского уезда 1887 года мыза Лелино площадью 570 десятин принадлежала Х. А. Маальту с 16 товарищами, эстляндским и лифляндским уроженцам, мыза была приобретена в 1885 году за 27 500 рублей.
По данным Первой переписи населения Российской империи 1897 года мыза Сырковицы (Лелино) Смолеговицкого сельского общества, принадлежала надворному советнику Андрею Андреевичу Петцеру.
В 1900 году согласно «Памятной книжке Санкт-Петербургской губернии» мыза Лелино площадью 477 десятин принадлежала крестьянину Христиану Адамовичу Маальту с совладельцами.
В конце XIX — начале XX века мыза административно относилась к Яблоницкой волости 1-го стана Ямбургского уезда Санкт-Петербургской губернии. Население деревни было однородным — эстонским.
В 1917 году деревня Лелино входила в состав Яблоницкой волости Ямбургского уезда.
С 1917 по 1924 год деревня Лелино входила в состав Лелинского сельсовета Молосковицкой волости Кингисеппского уезда.
С 1924 года в составе Сырковицкого сельсовета.
Согласно данным переписи населения СССР 1926 года в деревне Лелино проживали 126 человек, почти все эстонцы, а также русские и поляки.
С 1927 года в составе Молосковицкого района.
С 1928 года в составе Курского сельсовета. В 1928 году население деревни Лелино также составляло 126 человек.

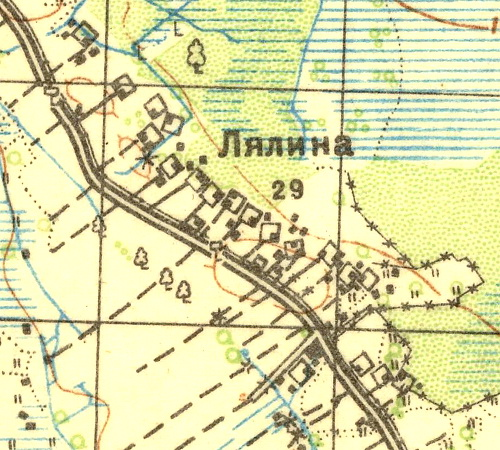
План деревни Лелино. 1930 год

Согласно топографической карте 1930 года деревня называлась Лялина и насчитывала 29 дворов.
С 1931 года в составе Волосовского района.
По данным 1933 года в составе Курского сельсовета Волосовского района числился посёлок Лелино.
C 1 августа 1941 года по 31 декабря 1943 года деревня находилась в оккупации.
С 1963 года в составе Кингисеппского района.
С 1965 года вновь в составе Волосовского района. В 1965 году население деревни Лелино составляло 11 человек.
По данным 1966 года деревня Лелино также находилась в составе Курского сельсовета.
По данным 1973 и 1990 годов деревня Лелино входила в состав Остроговицкого сельсовета Волосовского района.
В 1997 году в деревне Лелино не было постоянного населения, деревня входила в состав Остроговицкой волости, в 2002 году проживали 6 человек (русские — 50 %, молдаване — 50 %).
В 2007 году в деревне проживал 1 человек, в 2010 году — 2, в 2013 году — также 2 человека.
В мае 2019 года деревня вошла в состав Большеврудского сельского поселения.

## География
Деревня расположена в западной части района на автодороге 41А-187 (Пружицы — Красный Луч).
Расстояние до административного центра поселения — 5 км.
Расстояние до ближайшей железнодорожной станции Молосковицы — 6 км.

## Демография
| 1997 | 2002 | 2007 | 2010 | 2013 | 2014 | 2017 |
| ---- | ---- | ---- | ---- | ---- | ---- | ---- |
| 0    | ↗6   | ↘1   | ↗2   | →2   | ↗3   | ↘2   |

### Национальный состав
Согласно данным Всероссийской переписи населения 2021 года в деревне проживали 6 человек, все русские.